# 第六型潜艇
第六型潛艇（日语：第六型潜水艦）是日本海军的潜艇舰级之一，也被称为霍兰改型（ホーランド改型）。有两艘同型舰。

## 概要
第六型潛艇是根据第一型潜艇的设计，由川崎造船所进行建造的一型潜艇，这也是日本第一次自行建造潜艇。从开工到竣工共花了一年半时间，两艘同型舰都在1906年（明治39年）竣工。两艘同型舰在船体尺寸和排水量等方面有差异，因此第七潜水艇在一些资料中被称为第七型潜艇。
1910年（明治43年）4月15日第六潜水艇因为事故而沉没，第二天打捞起来继续服役。1916年（大正5年）8月4日，分类为二等潜艇。1919年（大正8年）4月1日，分类为三等潜艇。1920年（大正9年）除籍。

## 同型舰
- 第六潜水艇（日语：第六潜水艇）
- 第七潜水艇（日语：第七潜水艇）